# Prestonia succo
Prestonia succo är en oleanderväxtart som beskrevs av J.F.Morales. Prestonia succo ingår i släktet Prestonia och familjen oleanderväxter. Inga underarter finns listade i Catalogue of Life.